# مروان المحاسني
مروان المحاسني (1926-2022) واسمه الكامل محمد مروان بن أحمد فؤاد بن محمد خيري بن علي بن خليل المحاسني، هو طبيب وبحَّاثة سوري، ورئيس مجمع اللغة العربية بدمشق، له عناية خاصة بتعريب المصطلحات الطبية والعلمية، مستفيدًا من إتقانه عددًا من اللغات العالمية، وإلمامه بغيرها؛ كالإنكليزية والفرنسية والإيطالية والألمانية، فضلًا عن العربية. حاز على الإجازة في الطب من جامعة دمشق وتخصَّص بالجراحة في جامعة باريس، وحصل على إجازة في اللغة الفرنسية من كلية الآداب بجامعة دمشق.
شغل عددًا من المناصب الأكاديمية في كثير من الهيئات العلمية، منها رئيس قسم الجراحة في كلية الطب بجامعة دمشق، وأستاذ ورئيس قسم الجراحة في جامعة الملك عبد العزيز- السعودية بجدة، ومدير التعليم الطبي في مشفى الملك عبد العزيز. وشغل عضوية كثير من الجمعيات والهيئات العلمية منها المجلس الأعلى للعلوم بدمشق، والمجلس الصحي الأعلى بدمشق، وجمعية جراحة الصدر في إنكلترا، وأكاديمية العلوم بنيويورك. ورَأَس مدةً طويلة لجنة الحوار بين الحضارات (79-1995)، وهو عضو مؤسِّس للمجلس العربي للاختصاصات الطبِّية (البورد العربي)، وعضو مؤسس في جمعية أصدقاء دمشق.

## عمله في مجامع اللغة العربية
انتخب المحاسني عضوًا عاملًا في مجمع اللغة العربية بدمشق في سبتمبر 1979م، وانتُخب نائباً لرئيس المجمع يونيو 2005م، وظلَّ يشغل هذا المنصبَ حتى ديسمبر 2008م عندما انتُخب رئيساً للمجمع، وجُدِّد انتخابه في سنة 2012م، ثم في سنة 2017م، وبقي رئيسًا للمجمع حتى وفاته. انتُخب الدكتور المحاسني ممثِّلًا للمجمع في اتحاد المجامع اللغوية العلمية العربية، سنة 2004مـ وكان عضوًا عاملًا في مجمع اللغة العربية بالقاهرة، سنة 2009م.

## مؤلفاته وآثاره
- بيولوجية الحيَوان: ترجمة بالاشتراك، المجلس الأعلى للعلوم بالقاهرة، 1960.
- المعجم الطبِّي الموحَّد: ثلاثي اللغات، بالمشاركة، ط1/ مطبعة المجمع العلمي العراقي ببغداد 1973، القاهرة 1977، ط2/ جامعة المَوصِل بالعراق، 1978، ط3/ ميدليفانت بسويسرا، 1983، ط4/ منظمة الصحة العالمية ومكتبة لبنان ناشرون ببيروت، 2009.
- الكلمات الإيطالية في لغتنا العامِّية، دراسة تاريخية لغوية، دار العربيَّة ببيروت.
- كلمات في التراث واللغة والعلوم، مطبوعات مجمع اللغة العربية بدمشق، 2011.
- معجم ألفاظ الحضارة الجزء الأول (المهن والحِرَف والمنزل والملابس)، ثلاثي اللغات، بالمشاركة، مطبوعات مجمع اللغة العربية بدمشق، 2014.[5]
- معجم العبارات الاصطلاحية في اللغة العربية المعاصرة، ثلاثي اللغات، بالمشاركة، مطبوعات مجمع اللغة العربية بدمشق، 2021.[6]
- معجم مصطلحات الإعلام، بالمشاركة، صدر عن مجمع اللغة العربية بدمشق سنة 2022م.[7]
- العدوان الثقافي والعولمة، في قيد الطباعة.

وله بحوثٌ علمية منشورة في مجلات طبِّية عربية وأجنبية.

## وفاته
توفي في دمشق يوم الأحد 17 شعبان 1443هـ الموافق 20 آذار (مارس) 2022م.